# Karin Gundersen
Karin Gundersen (Malm, 27 de agosto de 1944-Oslo, 4 de junio de 2024) fue una escritora, traductora y académica noruega de literatura francesa en la Universidad de Oslo.

## Biografía y carrera
Hija de Harald Rasmussen y Astrid Elnan, se graduó de la preparatoria Steinkjer tras dar su examen artium en 1963. En 1971 tomó el grado de magister artium con una obra de Jean-Paul Sartre, mientras que en 1980 se convirtió en doctor philosophiae con su tesis Textualité nervalienne: remarques sur la lettre de L'illustre Brisacier sobre Gérard de Nerval.
Gundersen fue una figura central en el trabajo de investigación básica sobre estética en Noruega. En 1988 dictó un seminario de Estética con Arne Melberg y Ståle Wikshåland.
Tradujo poesía francesa de Derrida y Stendhal; en 1993 recibió el Premio Bastian por la traducción de Kartusianerklosteret i Parma de Stendhal. También trabajó en una edición revisada de la traducción que Anne-Lisa Amadous realizó para In Search of Lost Time del escritor francés Marcel Proust: en 2013 llegó el primer volumen revisado con Du côté de chez Swann, en 2014 À l'ombre des jeunes filles en fleur y en 2015 Le côté de Guermantes.
En 2006 recibió el Premio Dobloug por su labor académica, literaria y de traducciones. Al año siguiente recibió el Premio de la Crítica a la mejor traducción por Vida de Henry Brulard de Stendhal (2006). Fue miembro de la Academia Noruega de Lengua y Literatura y de la Société d'histoire de la France Littéraire. En 1996 fue galardonada con la Orden de las Palmas Académicas.
Gundersen falleció en Oslo el 4 de junio de 2024, a los 79 años de edad.

## Obras

### Traducciones
- Stendhal: Selvopptatte memoarer, en XS, Gyldendal, 2010
- Stendhal: Henry Brulards liv, Gyldendal, 2006
- Stendhal: Rødt og svart: historie fra det nittende århundre, con el ensayo introductorio de Karin Gundersen, De norske bokklubbene, 2006
- Jacques Derrida: Dekonstruksjon: klassiske tekster i utvalg, con introducción y notas de Karin Gundersen, Spartacus, 2005
- Stendhal: Rødt og svart: historier fra det nittende århundre, con epílogo de Karin Gundersen, Gyldendal, 2001 y 2005)
- W.S. Merwin: Stillheten etter dyrene, junto con Sissel Lie, Gyldendal, 2001
- Joyce Mansour: Aldri fortelle sin drøm, junto con Sissel Lie, Gyldendal, 1996
- Stendhal: Om kjærlighet, con introducción de Karin Gundersen, Gyldendal, 1995 y 2005
- Stendhal: Kartusianerklosteret i Parma, con epílogo de Karin Gundersen, Gyldendal, 1992 y 2003)

### Edición
- I fortidens speil: klassikk og klassisisme i Vestens kultur, junto con Magne Malmanger, Aschehoug 1998
- Représentations et figurations baroques: actes du colloque international d'Oslo, 13-17 septembre 1995, junto con Solveig Schult Ulriksen, Norges forskningsråd, 1997
- Veier til byen: en antologi, junto con Bjarne Hodne, Magne Malmanger, Universidad de Oslo, 1996
- Gåter, junto con Ståle Wikshåland, Consejo de Investigación de Noruega, 1995
- Stil og maniera, junto con Ståle Wikshåland, Consejo de Investigación de Noruega, 1994
- Con amore: festskrift til Arne Hannevik på 70-årsdagen 15.12.1994, junto con Hans H. Skei, Aschehoug 1994
- Kvinnenes kulturhistorie, junto con Kari Vogt y Sissel Lie, Universitetsforlaget, 1985-1988

### Como escritora
- Kunsten eller livet. Hva Proust kan lære oss om tvetydigheten i alt som er, Gyldendal 2013
- Lapidarismer, 2011
- Roland Barthes: teori og litteratur, Aschehoug 2010
- Allegorier: innganger til litteraturens rom, Aschehoug, 1999
- Roland Barthes: etapper i fransk avantgardeteori 1950-1980, Universitetsforlaget 1989

### Traducciones revisadas
- Marcel Proust: På sporet av den tapte tid: Veien til Swann (vol. 1), Gyldendal 2013 (traducido por Anne-Lisa Amadou)
- Marcel Proust: På sporet av den tapte tid: i skyggen av piker i blomst, (vol. 2), Gyldendal 2014 (traducido por Anne-Lisa Amadou)